# 英迪拉·甘地遇刺案
英迪拉·甘地遇刺案發生於1984年10月31日上午9:30，印度總理英迪拉·甘地在新德里薩夫達戎路的住所遇刺身亡。 
1984年6月1日至8日，印度軍隊奉甘地之命發動“藍星行動”，其後英迪拉被保鏢薩萬特·辛格和畢安特·辛格殺害。藍星行動旨在將錫克教武裝分子賈奈爾·辛格·賓德蘭瓦勒及其他錫克教分離主義者從旁遮普邦阿姆利則的金廟（錫克教最神聖的聖地）驅逐出去。藍星行動導致許多錫克教朝聖者喪生:35:151，永恆王座遭到破壞，錫克教圖書館也遭到摧毀。
1984年，英迪拉·甘地被錫克教保鑣刺殺，引發了1984年反錫克教騷亂。1984年反錫克教騷亂由民族主義暴徒和印度國大黨政治人物煽動，他們策劃了針對印度各地錫克教徒的屠殺。四天的暴徒暴力事件導致40座歷史悠久的錫克教謁師所和其他重要的錫克教聖地被摧毀。印度政府官方數據顯示死亡人數為3,350人，而其他消息來源則稱有8,000至16,000名錫克教徒被殺。

## 遇刺
1984年10月31日印度標準時間上午9點20分左右，英迪拉·甘地前往接受英國演員皮特·乌斯蒂诺夫的採訪，皮特·乌斯蒂诺夫正在為愛爾蘭電視台拍攝一部紀錄片。陪同英迪拉·甘地有警官納拉揚辛格、私人保鑣拉梅什瓦爾達亞爾和甘地的私人秘書R·K·達萬。她當時正穿過位於新德里薩夫達戎路1號的總理官邸花園，前往鄰近的阿克巴路1號辦公室。當天英迪拉·甘地沒有穿防彈背心，在「藍星行動」之後，她被告知要一直穿著防彈背心。
英迪拉·甘地經過由警員薩萬特·辛格和副督察畢安特·辛格把守的一道小門時，遭到他們開槍射擊。畢安特·辛格用他的.38（9.7毫米）左輪手槍向她的腹部開了三槍；在她倒地後，薩萬特·辛格用史特林衝鋒槍又開了30槍。隨後，兩名男子都扔下了武器，畢安特說：「我已經做了我必須做的事。你想做什麼就做什麼。」在接下來的六分鐘內，邊境警察塔西姆·辛格·賈姆瓦爾（Tarsem Singh Jamwal）和拉姆·薩蘭（Ram Saran）抓獲並殺死了畢安特，而薩萬特則被甘地的其他保鑣逮捕，當時身負重傷。薩萬特·辛格因殺害甘地而受審、定罪並被判處死刑。他於1989年與同夥凱哈爾·辛格（Kehar Singh）一起被絞死。

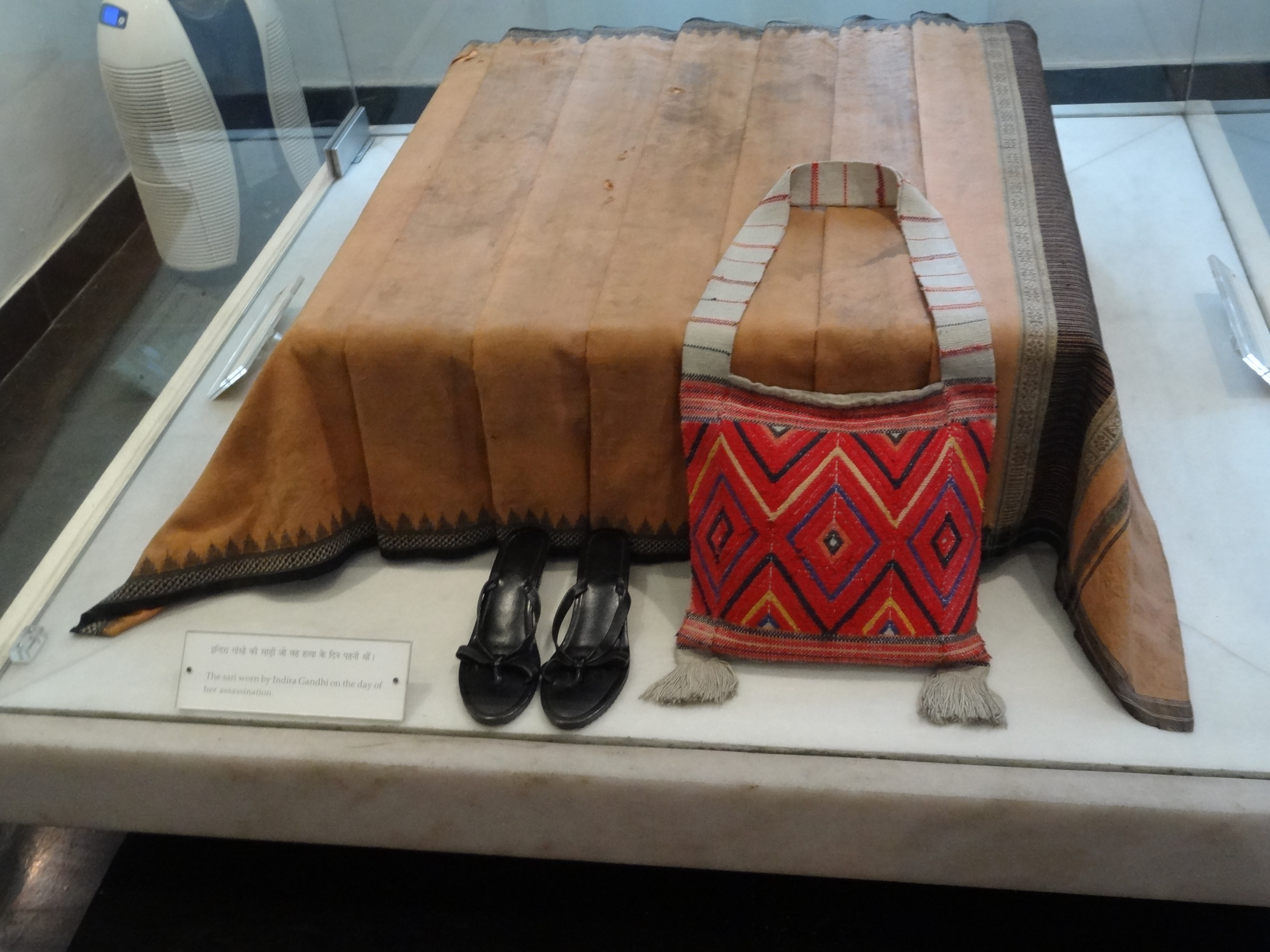
甘地遇刺時沾滿鮮血的桑巴爾普里紗麗及其隨身物品，現保存於新德里的英迪拉甘地紀念博物館。

1984年10月31日，薩爾瑪·蘇丹（Salma Sultan）在印度電視台晚間新聞中首次報道了甘地遇刺的消息，此時距離她遇刺已過去了十多個小時。印度政府聲稱甘地的秘書R·K·達萬（R. K. Dhawan）否決了情報和安全官員的命令，這些官員曾下令將構成安全威脅的警察（包括刺殺她的兇手）撤職。
畢安特·辛格是英迪拉·甘地最信任的警衛之一，甘地與他相識十年。由於比恩特是錫克教徒，他在「藍星行動」後被甘地撤職；不過，甘地設法讓他復職。薩萬特當時22歲，五個月前才被指派為甘地的警衛。
英迪拉·甘地於上午9:30被送往新德里的全印醫學科學研究所，醫生為她進行了手術。下午2:20，英迪拉·甘地被宣告死亡。屍檢由蒂拉斯·達斯·多格拉（Tirath Das Dogra）領導的醫生團隊進行。多格拉表示，甘地被一支史特林衝鋒槍和一把左輪手槍射中30發子彈。攻擊者向她發射了33發子彈，其中30發擊中，23發穿過她的身體，7發留在體內。多格拉取出子彈，以確定這些武器的身份，並將每發子彈與彈道分析中發現的子彈進行比對。這些子彈與德里CFSL的武器相符。